# Ofiolit

Schematisk beskrivning av lager i en fullständig ofiolitsekvens

Ofiolit (av grekiskans ophis, orm, och lithos, sten) är fragment av oceanisk jordskorpa som i kollision med en annan kontinentalplatta hamnat på land.
En fullständig ofiolitsekvens omfattar den oceaniska plattans alla bergarter, från djuphavssediment och nedåt via kuddlavor, diabasgångar och gabbro till ultrabasiska bergarter.
Jormuaofioliten i Finland är en av de äldsta ofioliterna.